# ال لئونگ
ال لئونگ (انگلیسی: Al Leong؛ زادهٔ ۳۰ سپتامبر ۱۹۵۲) یک هنرپیشه اهل ایالات متحده آمریکا است.
از فیلم‌ها یا برنامه‌های تلویزیونی که وی در آن نقش داشته است می‌توان به جان سخت، اسلحه مرگبار، آتش تند و اکش جکسون اشاره کرد.